# Route nationale 15 (Madagascar)
Pour les articles homonymes, voir Route nationale 15.
La route nationale 15 (N 15) est une route nationale s'étendant de Beroroha jusqu'à Sakaraha à Madagascar,.

## Description
La N15 parcourt 232 km dans la région d'Atsimo-Atsinanana.
Elle traverse le fleuve Mangoky à Sakaraha.

## Parcours
- Beroroha (massif du Makay)
- Ankazoabo
- Sakaraha - (croisement de la N 7)